# Chillychandize
Chillychandize, maleno Kalapooian pleme s rijeke Willamette u Oregonu. Spominje ih kanadski trgovac krznom i pionir Alexander Ross u  'Adventures...'  (236, 1847), ostalo o njima nije poznato.

## Vanjske poveznice
- Kalapooian Indian Tribe History